# Fridolin Blumer (Landvogt)
Fridolin Blumer (* 15. März 1657 in Nidfurn; † 14. Mai 1746 in Schwanden) war ab 1693 der 18. Glarner Landvogt.

## Familie
Fridolin Blumer gehörte zur Schweizer Familie Blumer, sein Vater Joh. Jakob Blumer war ebenfalls Glarner Landvogt. Er heiratete 1673 seine erste Frau Rosina Zwicky und 1703 seine zweite Frau Margaretha Altmann.